# María Prevolaráki
María Prevolaráki (grec moderne : Μαρία Πρεβολαράκη), née le 21 décembre 1991 à Athènes, est une lutteuse grecque.

## Palmarès

### Jeux olympiques
- 11e en catégorie des moins de 53 kg aux Jeux olympiques d'été de 2020 à Tokyo
- 10e en catégorie des moins de 53 kg aux Jeux olympiques d'été de 2016 à Rio de Janeiro
- 15e en catégorie des moins de 55 kg aux Jeux olympiques d'été de 2012 à Londres

### Championnats du monde
- Médaille de bronze en catégorie des moins de 53 kg en 2022 à Belgrade
- Médaille de bronze en catégorie des moins de 53 kg en 2017 à Paris
- Médaille de bronze en catégorie des moins de 55 kg en 2012 à Strathcona County

### Championnats d'Europe
- Médaille d'argent en catégorie des moins de 53 kg en 2022 à Budapest
- Médaille d'argent en catégorie des moins de 53 kg en 2021 à Varsovie
- Médaille d'argent en catégorie des moins de 53 kg en 2014 à Vantaa
- Médaille d'argent en catégorie des moins de 55 kg en 2013 à Tbilissi
- Médaille de bronze en catégorie des moins de 53 kg en 2023 à Zagreb
- Médaille de bronze en catégorie des moins de 53 kg en 2018 à Kaspiisk
- Médaille de bronze en catégorie des moins de 53 kg en 2017 à Novi Sad

### Jeux méditerranéens
- Médaille d'or en catégorie des moins de 53 kg en 2022 à Oran
- Médaille d'or en catégorie des moins de 53 kg en 2018 à Tarragone
- Médaille d'or en catégorie des moins de 55 kg en 2013 à Mersin